# Krásno, Partizánske
Krásno este o comună slovacă, aflată în districtul Partizánske din regiunea Trenčín. Localitatea se află la altitudinea de 189 m deasupra n.m., se întinde pe o suprafață de 3,61 km2 și în 2017 număra 489 de locuitori. Se învecinează cu comuna Brodzany.

## Istoric
Localitatea Krásno este atestată documentar din 1271.

## Demografie
| An:                | 1994 | 2004    | 2014   | 2024   |
| ------------------ | ---- | ------- | ------ | ------ |
| Număr de persoane: | 569  | 490     | 497    | 518    |
| Diferență:         |      | −13,88% | +1,42% | +4,22% |

| An:                | 2023 | 2024   |
| ------------------ | ---- | ------ |
| Număr de persoane: | 520  | 518    |
| Diferență:         |      | −0,38% |